# 阮福洪肥
阮福洪肥（越南语：／；1842年10月25日—1883年12月30日），字士勝（越南语：／），越南阮朝從善王阮福綿審第三子，襲封從善縣公，追贈從善郡公。

## 生平
紹治二年九月二十二日（1842年10月25日），阮福洪肥在順化從國公府邸出生。少年時入國子監讀書。嗣德二十三年（1870年），父親從善公去世，阮福洪肥襲封從善縣公（越南语：／）。
嗣德三十六年（1883年）六月，嗣德帝去世，遺命阮文祥、尊室說和陳踐誠輔佐瑞國公阮福膺禛即位。但權臣阮文祥、尊室說二人廢除了瑞國公，以國家動蕩，需要長君為由，另立嗣德帝幼弟朗國公阮福洪佚為帝，是為協和帝。協和帝即位後，大權被阮文祥和尊室說掌握，二人專權。協和帝為了奪回權力，私下拉攏宗室成員。綏理王阮福綿寊、弘化公阮福綿𡩀以及阮福洪肥等宗室都支持協和帝，被協和帝視為心腹。
八月，协和帝任命他为吏部左參知，他以吏部尚書阮仲合是他的老師為由，請求迴避，但未獲允許。後改任他為北圻副欽差。
十月三十日（11月29日），尊室說和阮文祥反動政變，廢黜並殺死了協和帝，另立嗣德帝第三養子阮福膺祜為帝，是為建福帝。政變當天，綏理王阮福綿寊和阮福洪肥等人為了避禍，攜家帶眷前往順安汛尋求法國人庇護。結果法國官員將他們移交給了阮朝朝廷。阮朝以鼓動王公逃往順安為由，判阮福洪肥、阮福洪蔘和阮福洪蓚斬監候， 並從尊籍除名，改從母姓。十二月初二日（12月30日），阮福洪肥去世，壽四十二歲。
啟定三年（1918年）十月，追贈阮福洪肥為從善郡公（越南语：／）。

## 子女
阮福洪肥有5子3女。
- 子
  - 長子阮福膺脾
  - 次子阮福膺膴
  - 三子阮福膺膒
  - 四子阮福膺胖
  - 五子阮福膺肢
- 女
  - 長女阮福氏冰
  - 次女阮福琴鶯
  - 三女阮福珮箴

## 腳注
1. ↑  《大南實錄》正編第七紀記載為郡王[3]。但越南網絡上的多份阮福族家譜-阮福洪肥均稱為郡公。按阮朝宗室襲爵制度，親王郡王之子襲封郡公，故以郡公為是，《大南實錄》記載“郡王”或許是“郡公”筆誤。